# Astragalus camptodontus
Astragalus camptodontus är en ärtväxtart som beskrevs av Adrien René Franchet. Astragalus camptodontus ingår i släktet vedlar, och familjen ärtväxter.

## Underarter
Arten delas in i följande underarter:
- A. c. camptodontus
- A. c. lichiangensis